# Gustaf Wejnarth
Carl Gustaf Olof Wejnarth (né le 24 avril 1906 à Eskilstuna et décédé le 22 avril 1990 à Örebro) est un athlète suédois spécialiste du sprint. Son club était le SoIK Hellas.

## Biographie

### Palmarès
| Date | Compétition           | Lieu  | Résultat | Performance  |
| ---- | --------------------- | ----- | -------- | ------------ |
| 1924 | Jeux olympiques d'été | Paris | 2e       | 3 min 17 s 0 |

### Records
| Épreuve    | Performance | Lieu | Date |
| ---------- | ----------- | ---- | ---- |
| 400 mètres | 49 s 8      |      | 1921 |